# Schneeberg (Winklarn)
Schneeberg ist ein Ortsteil des Marktes Winklarn (Verwaltungsgemeinschaft Oberviechtach) im Oberpfälzer Landkreis Schwandorf in Bayern und liegt in der Region Oberpfalz-Nord.

## Geografie
Schneeberg liegt am Ufer der Ascha an der Staatsstraße 2152 und an der Staatsstraße 2160. 
Die Ascha bildet in dem flachen Abschnitt zwischen Aschahof und Hundhagermühl mehrere Seitenarme. In Schneeberg mündet der Hütbach, der am Südwesthang des Heidschlages entspringt, in die Ascha.
In dem feuchten flachen Gebiet um Schneeberg kann es zur Bildung von Kaltluftseen kommen.
Nordöstlich der Ortschaft Schneeberg liegt ein großes Waldgebiet, das Teil des weithin sichtbaren Frauensteins ist. Dessen höchste Erhebung ist der Signalberg (887 m). Auf dem Frauenstein befindet sich auch die Burgruine der Burg Frauenstein (in 835 m Höhe). Schneeberg liegt im Naturpark Oberpfälzer Wald, etwa zwei Kilometer nördlich vom Kernort Winklarn entfernt.
Nachbarorte sind im Norden Schönthan, im Nordosten Aschahof und Aschamühle, im Osten Pondorf, im Südosten Windhals, im Süden Trad, Forsthof, Scheibenhaus und Hundhagermühl,
und im Westen Herzoghof.

## Geschichte
In Schneeberg wird 1387 ein Eisenhammer der Oberpfälzer Hammereinigung genannt („Hans Söltel mit dem hamer zu Sneberg“).
Kaiser Karl V. bestätigte Hans Fuchs einen Lehenbrief über den Blutbann in der Herrschaft Schneeberg. Dieser vererbte bei seinem Tod 1544 seinen Besitz seinen beiden Töchtern, die mit Georg von Murach und mit Daniel Fuchs verheiratet waren. Als Daniel Fuchs 1558 starb, heiratete seine Witwe Endres Jörg von Murach, den Bruder von Georg von Murach. Im Jahre 1562 teilten die Brüder Georg von Murach und Endres Jörg von Murach ihren Besitz. Bei dieser Teilung fiel Schneeberg dem Endres von Murach zu.
Der Dreißigjährige Krieg verschonte die Region um Schneeberg nicht und brachte das Hammerwesen fast zum Erliegen. 1628 wird vom Oberen Hammer in Schneeberg berichtet, dass er "ganz öd" sei. Aus einem Bericht des Johann German Barbing an den Kurfürst Ferdinand Maria vom 16. Januar 1666 heißt es: „Schneberg. Genannte Frau Fux(in) hat dergleichen Eisenhammer zu Sch. Zwar dermalen öd, wäre jedoch mit gar einem schlechten aufzubauen und gangbar zu machen, welches die Frau F. gar wohl im Vermögen hätte..“
1801 gehörte Schneeberg zur Herrschaft Winklarn, deren Besitzer Adam Anton Bernclo auf Schönreuth bei Kemnath - Neustadt die Herrschaft Winklarn 1803 an den königlich bayerischen Generalleutnant Carl Wilhelm Graf von Eckart auf Leonberg verkaufte. 1828 erbte die Tochter des Grafen Eckart, Katharina Eugenie die Herrschaft Winklarn. Sie war verheiratet mit dem französischen General Graf Du Moulin.
1803 wurde das Amt Murach aufgelöst und Schneeberg kam mit Winklarn an das Landgericht Neunburg vorm Wald. 1840 entstand das Landgericht Oberviechtach, dem Schneeberg nun angehörte.
Zum Stichtag 23. März 1913 wurde Schneeberg als Teil der Pfarrei Winklarn mit 44 Häusern und 239 Einwohnern aufgeführt.
Zum 31. Dezember 1969 wurde die Gemeinde Schneeberg aufgelöst, zu der die Gemeindeteile Schneeberg, Aschahof, Aschamühle, Buchhof, Forsthof, Höll, Hundhagermühle, Windhals gehörten und die zu diesem Zeitpunkt insgesamt 277 Einwohner hatte.
Am 31. Dezember 1990 hatte Schneeberg 202 Einwohner und gehörte zur Pfarrei Winklarn.

## Kultur und Sehenswürdigkeiten
In Schneeberg steht eine in der Anlage romanische St. Wolfgangs-Kirche.
Sie hat einen Barockaltar und Holzfiguren des hl. Johannes und des Apostels Petrus aus dem 18. Jahrhundert.
An Schneeberg vorbei verläuft ein Rad- und Wanderweg, der auf der ehemaligen Eisenbahnlinie von Schönsee nach Nabburg führt.